# Ngawang Chödrag
Ngawang Chödrag (tibétain : ངག་དབང་ཆོས་གྲགས, Wylie : ngag dbang chos grags) est le 19e ganden tripa.

## Biographie
Ngawang Chodrak est né à Tolung Dai Ngozhi en 1501, durant l’année tibétaine de l'oiseau de fer.
Il reçoit les vœux du moine novice à l'âge de neuf ans et l'ordination complète à l'âge de dix-neuf ans, un peu plus tôt que de coutume dans la tradition tibétaine.
Ngawang Chodrak étudie les grands textes classiques des sutras et des tantras, puis exerce les fonctions de maître au Collège Gyuto. 
Ensuite, il passe douze ans dans la région du Kham puis de l’Amdo. 
Enfin, il est abbé du monastère de Ganden, une fonction qu'il assure douze ans.
En 1548, à l'âge de quarante-huit ans, Ngawang Chodrak est intronisé 19e ganden tripa.
Il occupe ce poste cinq ans, donnant des enseignements sur les sutras et les tantras et dirigeant toutes les activités importantes liées au monastère. 
Il a aussi été à l’initiative de la construction d’une flèche en cuivre doré (rgya phigs) sur le grand reliquaire d’argent du monastère de Ganden.
Trichen Ngawang Chodrak décédée à l'âge de cinquante et un ans en 1551.
Ngawang Chökyi Gyeltshen a été identifié comme sa réincarnation.